# Thornbrough, Northumberland
Thornbrough var en civil parish 1866–1955 när det uppgick i Corbridge, i grevskapet Northumberland i England. Civil parish var belägen 8 km från Hexham och hade 46 invånare år 1951.